# NGC 383
NGC 383 is een elliptisch sterrenstelsel in het sterrenbeeld Vissen. Het hemelobject ligt ongeveer 235 miljoen lichtjaar van de Aarde verwijderd en werd op 12 september 1784 ontdekt door de Duits-Britse astronoom William Herschel.

## Synoniemen
- PGC 3982
- UGC 689
- MCG +05-03-53
- ZWG 501.87
- KCPG 23B
- Z 0104.7+3209
- VV 193 • 3C 31
- Arp 331